# Vidno polje (astronomija)
Vidno polje, u astronomiji, je dio neba ili nebeske sfere koji se zapaža teleskopom. Ovisi o konstrukciji teleskopa. Što je teleskop veći, obično je vidno polje manje, najčešće manje od 1°, na primjer vidno je polje Hubbleova svemirskoga teleskopa 10". Neki su teleskopi oblikovani tako da imaju veliko vidno polje, na primjer vidno je polje Schmidtova teleskopa 30°.

## Schmidtov teleskop
Schmidtov teleskop je reflektorski teleskop koji se sastoji od sfernoga zrcala i leće oblikovane tako da korigira sfernu aberaciju zrcala čime se postiže veliko vidno polje bez kome, astigmatizma i distorzije (aberacija). Izumio ga je estonsko-njemački optičar Bernhard Schmidt 1930. Koristi se za snimanje velikih područja nebeske sfere (astrograf).

### Astrograf
Astrograf je astronomski instrument širokoga vidnog polja namijenjen fotografiranju neba radi određivanja koordinata položaja nebeskih tijela, izradbe zvjezdanih karata (nebovid) te otkrivanja planetoida, meteoroida, kometa, promjenljivih zvijezda, novih i drugo. Većina su istraživačkih astrografa Schmidtovi teleskopi.